# Nô lệ da trắng

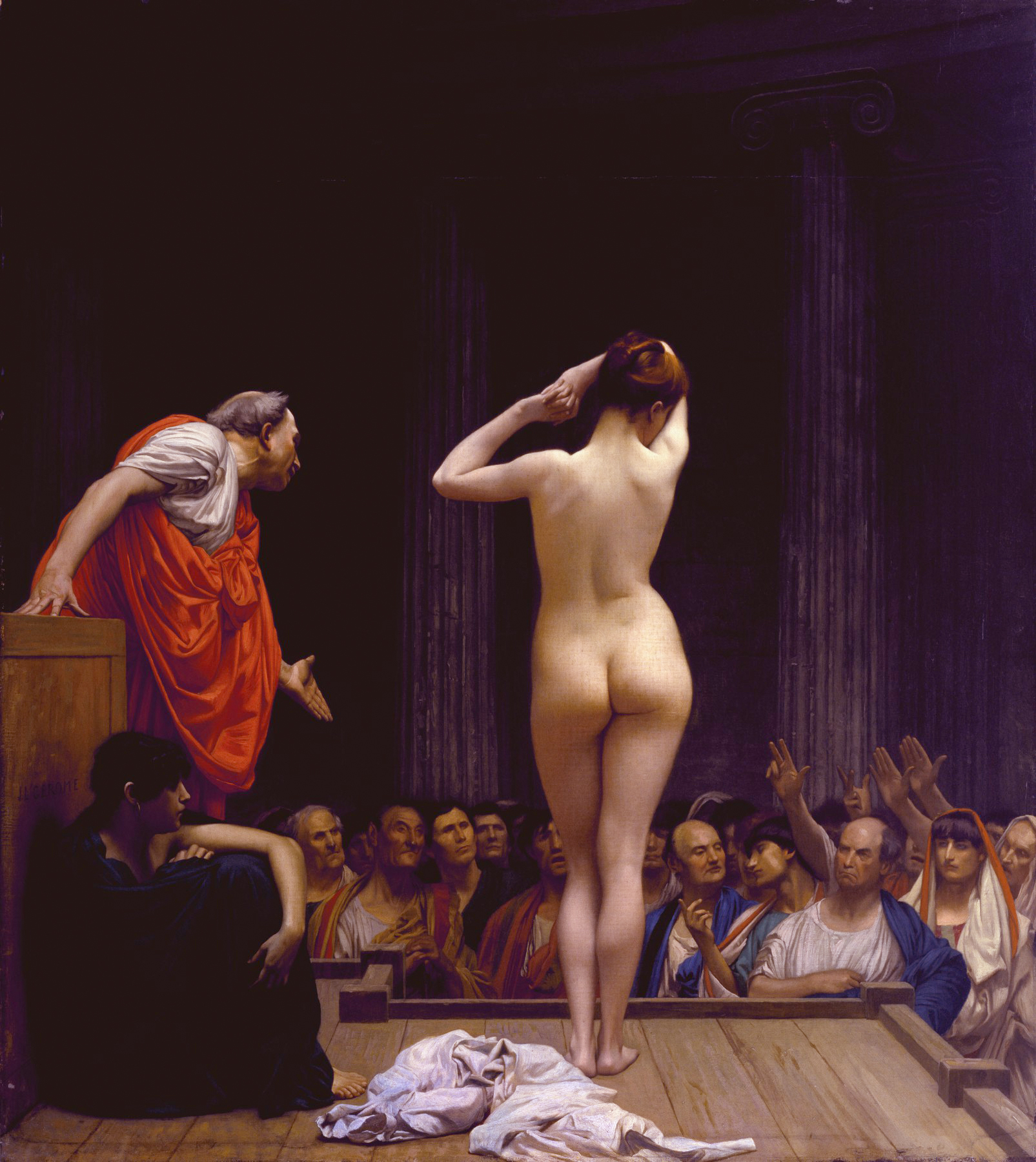
Họa phẩm về một nữ nô lệ da trắng trong đế chế La Mã

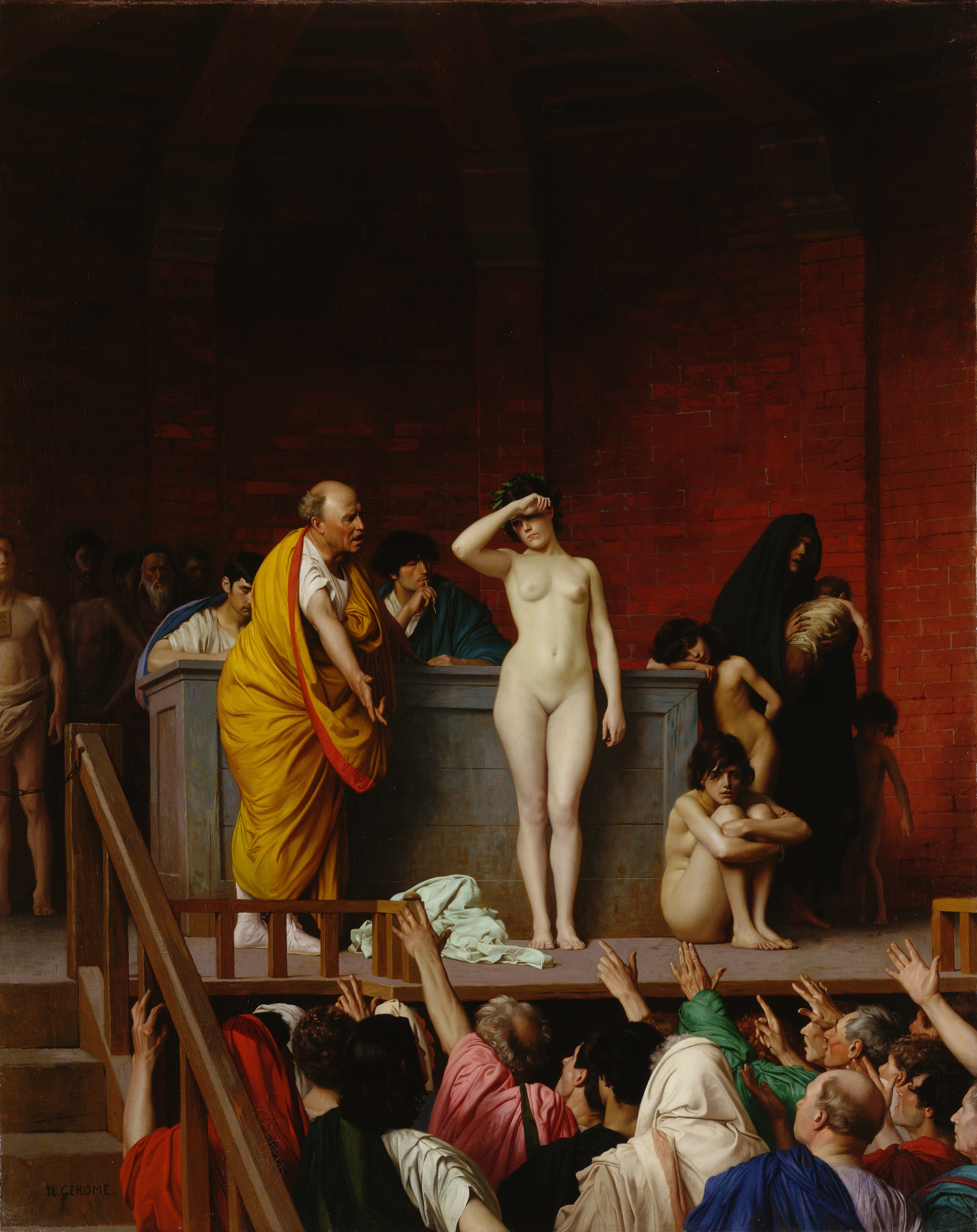
Họa phẩm về chợ nô lệ thời La Mã

Nô lệ da trắng hay Chế độ nô lệ da trắng (White slavery) còn gọi là Buôn bán nô lệ da trắng đề cập đến chế độ nô lệ của người châu Âu theo đó đối tượng buôn bán nô lệ là những người nô lệ người da trắng gốc Âu, dù những nô lệ da trắng này là đối tượng giao dịch của những người không phải châu Âu (chẳng hạn như người Tây Á và Bắc Phi) hay dưới tay những người châu Âu khác (ví dụ như nô lệ hải tặc hoặc nô lệ của người Viking). Việc buôn bán nô lệ gốc châu Âu hiện diện ở La Mã cổ đại và Đế chế Ottoman, cũng như một số lãnh thổ do người Hồi giáo cai trị. Nhiều loại người da trắng khác nhau đã bị bắt làm nô lệ. Ở lục địa châu Âu dưới chế độ phong kiến, có nhiều hình thức địa vị khác nhau áp dụng cho những người (chẳng hạn như nông nô, bần nông, kẻ lang thang và nô lệ) phải chịu giao kèo làm công không lương hoặc bị buộc phải lao động không lương. 
Dưới sự cai trị của người Hồi giáo được mở rộng ở vùng Trung Đông và một phần ở châu Âu, hoạt động buôn bán nô lệ của đế chế Ottoman bao gồm cả những người châu Âu bị bắt và giam giữ thường được gia tăng từ các cuộc đột kích vào các lãnh thổ châu Âu hoặc bị bắt khi còn nhỏ dưới hình thức thuế sinh mạng (Devshirme) đối với gia đình cư dân của các vùng lãnh thổ bị chinh phục để phục vụ đế chế cho nhiều việc tôi mọi khác. Vào giữa thế kỷ XIX, cụm từ nô lệ da trắng được sử dụng để mô tả những nô lệ Cơ đốc giáo bị bán cho hoạt động buôn bán nô lệ ở Barbary, cụ thể là cụm từ "nô lệ da trắng" được Charles Sumner sử dụng vào năm 1847 để mô tả chế độ buôn bán nô lệ của những người theo đạo Thiên chúa trên khắp lãnh thổ Barbary và chủ yếu ở Algieri, thủ đô của Ottoman Algeria cũng như bao hàm nhiều hình thức nô lệ, bao gồm cả các phi tần châu Âu (Cariye) thường thấy trong Hậu cung Thổ Nhĩ Kỳ. Ngày nay, thuật ngữ pháp lý hiện đại áp dụng hẹp hơn đối với nô lệ tình dục, mại dâm cưỡng bức và buôn người mà ít tập trung vào chủng tộc của nạn nhân hoặc thủ phạm.
Ở khu vực các nước nói tiếng Anh vào thời gian cuối thế kỷ XIX và đầu thế kỷ XX, cụm từ "nô lệ da trắng" được dùng để chỉ sự nô lệ tình dục của những phụ nữ da trắng, gắn liền với những câu chuyện về những phụ nữ bị bắt làm nô lệ ở Trung Đông và đưa vào hầu hạ cho các Hồi vương trong các Hậu cung (Harem), chẳng hạn như những người được gọi là người đẹp xứ Circassia. Cụm từ này dần dần được sử dụng như một uyển ngữ chỉ về gái mại dâm. Cụm từ này đặc biệt phổ biến trong bối cảnh bóc lột trẻ vị thành niên, với hàm ý rằng trẻ em và thiếu nữ trong những hoàn cảnh như vậy không được tự do quyết định số phận của chính mình.
Ở Vương quốc Anh và Ireland vào thời Victoria xảy ra sự việc một nhà báo vận động tranh cử William Thomas Stead là biên tập viên của Pall Mall Gazette đã bỏ tiền mua một một bé gái 13 tuổi với giá 5 bảng Anh, số tiền này tương đương với mức lương hàng tháng của một người lao động. Sự hoảng loạn về mặt đạo đức về "việc buôn bán phụ nữ" đã lên đến đỉnh điểm ở Anh vào những năm 1880, sau khi vụ việc gây chấn động quốc tế là Vụ buôn bán nô lệ da trắng bị vạch trần vào năm 1880. Vào thời điểm đó, những "nô lệ da trắng" là mục tiêu đương nhiên của những người bảo vệ đạo đức công cộng và các nhà báo. Sự phản đối kịch liệt sau đó đã dẫn đến việc Quốc hội Mỹ thông qua đạo luật chống chế độ nô lệ. Quốc hội đã thông qua Đạo luật sửa đổi Luật Hình sự 1885, nâng tuổi đồng ý pháp lý từ 13 lên 16 tuổi ngay trong năm đó.
Một nỗi lo lắng bao trùm tiếp theo xảy ra ở Hoa Kỳ vào đầu thế kỷ XX, lên đến đỉnh điểm vào năm 1910, khi Luật sư nhà nước ở Chicago đã thông báo (không nêu chi tiết) rằng một đường dây tội phạm quốc tế đang bắt cóc các cô gái trẻ ở châu Âu, nhập cảnh họ vào Mỹ và ép họ phục vụ tại những nhà thổ ở Chicago. Những tuyên bố này và sự hoảng loạn mà chúng gây ra, đã dẫn đến việc thông qua Đạo luật buôn bán nô lệ da trắng của Hoa Kỳ năm 1910, thường được gọi là "Đạo luật Mann". Đạo luật này cũng cấm vận chuyển phụ nữ giữa các bang vì mục đích vô luân. Mục đích chính của nó là giải quyết vấn đề mại dâm và vô đạo đức. Các cuộc thanh tra việc nhập cư tại Đảo Ellis ở Thành phố New York chịu trách nhiệm thẩm vấn và sàng lọc gái mại dâm châu Âu từ các thanh tra viên nhập cư Hoa Kỳ bày tỏ sự thất vọng trước sự kém hiệu quả của việc thẩm vấn trong việc xác định xem một phụ nữ châu Âu có phải là gái mại dâm hay không và tuyên bố rằng nhiều người "nói dối" và "sắp đặt những câu trả lời khôn khéo" cho câu hỏi thẩm vấn của thanh tra viên. Họ cũng bị buộc tội sơ suất nếu chấp nhận một địa chỉ khống từ một người nhập cư hoặc chấp nhận những câu trả lời chưa thật trọn vẹn. Thanh tra Helen Bullis đã điều tra một số ngôi nhà được giao ở quận Tenderloin của New York và phát hiện ra các dạng nhà thổ tồn tại vào đầu thế kỷ XX ở Thành phố New York và cô lập danh sách những ngôi nhà của gái mại dâm, chủ sở hữu và "tù nhân" của họ là ai.